# Comité paralympique européen
Le Comité paralympique européen est une organisation internationale basée à Vienne (Autriche), réunissant les quarante-neuf comités nationaux paralympiques européens.
Elle a été créée en novembre 1991 sous le nom de Comité européen du Comité international paralympique avant de prendre son nom actuel en 1999.